# Карбоангідрази
Карбоангідрази (або карбонатдегідратази) сімейство ферментів, які каталізують взаємоперетворення між вуглекислим газом і водою і дисоційовані іони  вугільна кислота (тобто бікарбонат і іони водню). активний центр більшості карбоангідраз містить іон цинку. Тому їх класифікують як металоферменти. Фермент підтримує кислотно-лужний баланс і допомагає транспортувати вуглекислий газ.
Карбоангідраза допомагає підтримувати Кислотно-основний баланс, регулювати рН і баланс рідини. Залежно від його розташування, роль ферменту дещо змінюється. Наприклад, карбоангідраза виробляє кислоту в слизовій оболонці шлунка. У нирках, контроль іонів бікарбонату впливає на вміст води в клітині. Контроль іонів бікарбонату також впливає на вміст води в очах. Інгібітори карбоангідрази використовуються для лікування глаукоми, надмірного скупчення води в очах. Блокування цього ферменту змінює баланс рідини в очах, зменшуючи накопичення рідини, тим самим знижуючи тиск.
Карбоангідраза має вирішальне значення для функціонування гемоглобіну завдяки ефекту Бора, який каталізує гідратацію вуглекислого газу з утворенням вугільної кислоти та швидкої дисоціації у воду. По суті, збільшення вуглекислого газу призводить до зниження pH крові, що знижує зв’язування кисню з гемоглобіном. Справедливо навпаки, якщо зниження концентрації вуглекислого газу підвищує pH крові, що підвищує швидкість зв'язування кисню з гемоглобіном. Пов’язати ефект Бора з карбоангідразою просто: карбоангідраза прискорює реакцію вуглекислого газу, що реагує з водою, утворюючи іони водню (протони) та іони бікарбонату.
Для опису рівноваги в реакції карбоангідрази використовується принцип Ле Шательє. Тканини більш кислі, ніж легені, тому що вуглекислий газ утворюється клітинним диханням і реагує з водою в тканинах, утворюючи протони водню. Оскільки концентрація вуглекислого газу вища, рівновага зсувається вправо, в сторону бікарбонату. Протилежне спостерігається в легенях, де вивільняється вуглекислий газ, тому його концентрація нижча, тому рівновага зміщується ліворуч у бік вуглекислого газу, намагаючись підвищити його концентрацію.

## Поява і функції
Карбоангідразу вперше було виявлено в еритроцитах корів у 1933 році і одночасно було відкрито Роугтоном  в Кембриджі та Мелдрамі у Філадельфії, які шукали каталітичний фактор.

### Регуляція pH
Карбоангідраза відіграє важливу роль у регулюванні рН крові, що прискорює CO2 + H2O {\displaystyle {\ce {<=>}}} HCO 3-+ H+ реакція для забезпечення швидкої підтримки рівноваги. На рівноважну реакцію впливає співвідношення бікарбонату та H+ до вуглекислого газу. HCO3- — це сполучена основа, яка нейтралізує кислоти, а H+ — це сполучена кислота, яка нейтралізує основи за Кислотно-основний гомеостаз. HCO3- і H+ ідеально підходять для буферизації pH у крові та тканинах, оскільки pKa близький до фізіологічного pH = 7,2 – 7.6. Оскільки HCO3- і H+ регулюються в нирках, а вуглекислий газ плазми регулюється в легенях, обидві дії в нирках і легенях важливі для підтримки стабільності рН крові. Таким чином, карбоангідраза сприяє секреції H+ у просвіт ниркових канальців і реабсорбції HCO3- у нирках. Крім того, це сприяє транспорту вуглекислого газу з легеневої тканини до альвеол легеневого капіляра, де вуглекислий газ буде виводитися під час видиху.
Карбоангідраза — це дуже давній фермент, який зустрічається в обох доменах прокаріот і існує в шести різних класах серед більшості живих організмів. Ці сімейства не схожі за послідовністю чи структурою, оскільки вони еволюціонували незалежно одне від одного, але всі розвинули однакову структуру активного центру Zn2+, показуючи чудовий приклад конвергентної еволюції.

## Кваліфікація
Фермент — це речовина, яка діє як каталізатор у живих організмах, який допомагає прискорити хімічні реакції. Карбоангідраза є важливим ферментом, який міститься в еритроцитах, слизовій оболонці шлунка, клітинах підшлункової залози та навіть ниркових канальцях. Він був відкритий у 1932 році та розділений на три основні класи. Перший клас — альфа-вуглекислота ангідраза, яка зустрічається у ссавців, другий клас – бета-карбоангідраза, яка міститься в бактеріях і рослинах, і, нарешті, третій клас – гамма-карбоангідраза, яка міститься в метаногенних бактеріях у гарячих джерелах. Усі три класи карбоангідрази мають однаковий активний центр із металевим центром Zn; однак структурно вони не схожі один на одного. Основна роль карбоангідрази в організмі людини полягає в каталізації перетворення вуглекислого газу на вугільну кислоту і назад. Однак він також може сприяти транспорту CO2 у крові, що, у свою чергу, сприяє диханню. Він навіть може брати участь у утворенні соляної кислоти в шлунку.[Потрібна цитата] Тому роль карбоангідрази залежить від того, де вона знаходиться в організмі.

### Структура
У CA II ссавців активний центр складається з наступного: жорсткого атома металу кислоти Льюїса Zn+2, координованого із залишками His -94, -96 і -119 на відстані 109˚ один від одного та гідроксидний іон (pKa=6,8; 120° у Td конфігурації, гідрофобна кишеня поруч із зв’язаним цинком гідроксидом, що складається з Val-143 у своїй основі та Val-121, Trp-209 і Leu -198 на його шиї залишок протонного переміщення (PSR) His-64 H+ переміщує H+ до активного центру та з нього за допомогою конформаційного перемикання та мережі водневих зв’язків складається з гідроксильної групи Thr-199 і карбоксильної групи Glu-106, яка стабілізує зв’язаний з цинком гідроксид, полегшуючи орієнтацію молекул води в активній стороні до певної геометричної конфігурації. CA II має частоту обертання 106  s−1, що в 107 разів швидше, ніж некаталізована реакція.

## Реакція

Схема механізму циклічної реакції, що каталізується карбоангідразою II.

Реакція, яка демонструє каталізацію карбоангідрази в наших тканинах, така:
CO2 + H2O ⟶ H2CO3 ⟶ H+ + HCO3-
Каталізація карбоангідрази в легенях проявляється:
H+ + HCO3- ⟶  H2CO3 ⟶ CO2 + H2O
Причиною того, що реакції в тканинах і легенях є протилежними, є різний рівень рН, який міститься в них. Без каталізатора карбоангідрази реакція йде дуже повільно, але з каталізатором реакція відбувається в 107 разів швидше.
Реакція, що каталізується карбоангідразою:
HCO3- + H+ ⇌ CO2 + H2O
Вугільна кислота має pKa приблизно 6,36 (точне значення залежить від середовища), тому при pH 7 невеликий відсоток бікарбонату протонується.
Карбоангідраза є одним із найшвидших ферментів, і її швидкість зазвичай обмежується швидкістю дифузії її субстратів. Типова каталітична швидкість різних форм цього ферменту коливається від 104 до 106 реакцій на секунду.
Некаталізована зворотна реакція є відносно повільною (кінетика в 15-секундному діапазоні). Ось чому газований напій не дегазується миттєво при відкритті ємності; однак він швидко дегазується в роті, коли вступає в контакт з карбоангідразою, яка міститься в слині.
Ангідразу визначають як фермент, який каталізує видалення молекули води із сполуки, і тому саме ця «зворотна» реакція дає назву карбоангідразі, оскільки вона видаляє молекулу води з вугільної кислоти.
У легенях карбоангідраза перетворює бікарбонат на вуглекислий газ, придатний для видиху.

### Транспорт CO2

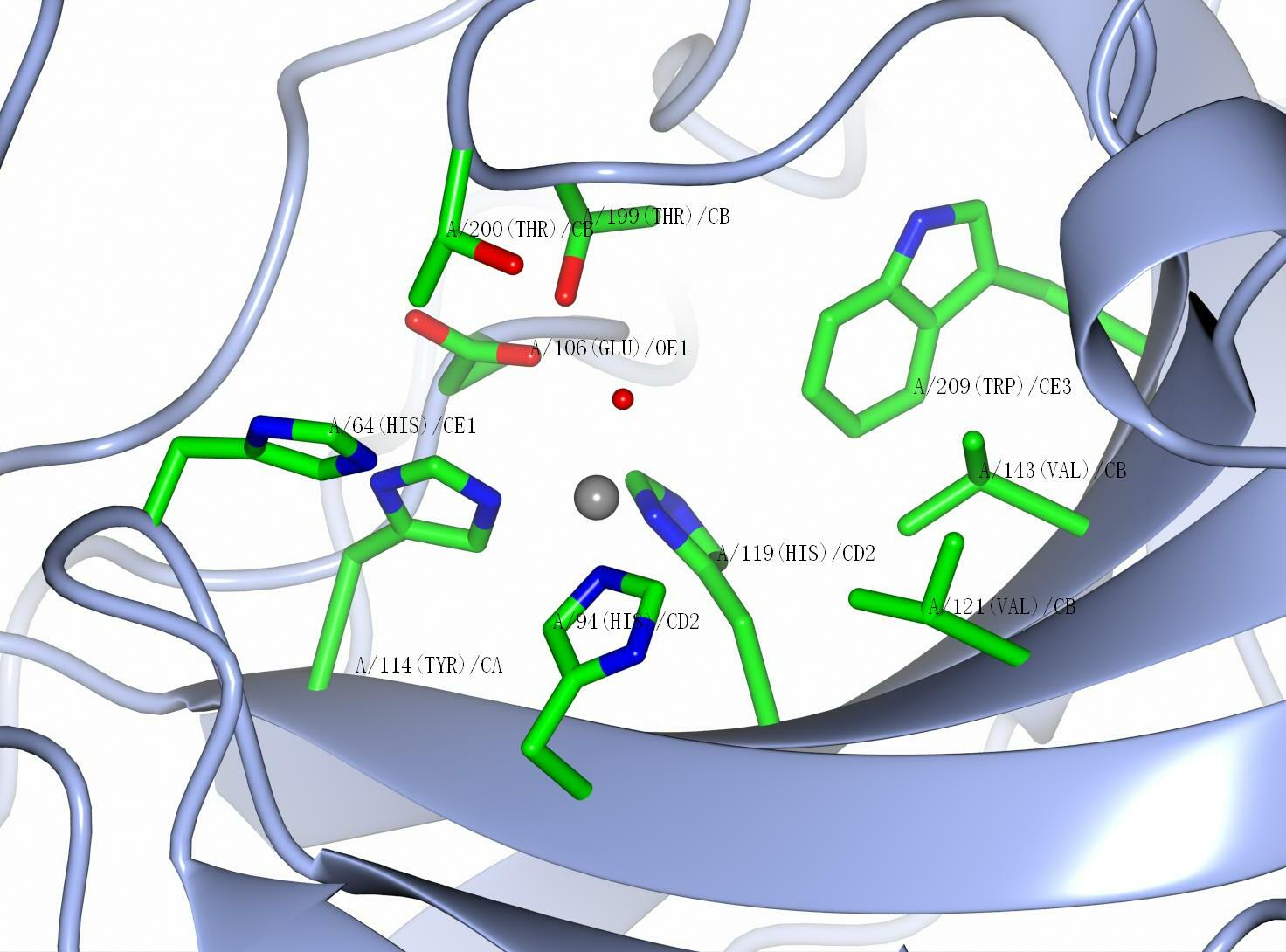
Активний центр ферменту CAII (код PDB: 1CA2), який O = червоний, N = синій, Zn = сірий і C = зелений

Вуглекислий газ транспортується кров'ю в трьох формах:
1. Розчинений у вигляді газу в плазмі – 7-10%
2. Зв’язується з гемоглобіном у вигляді карбаміногемоглобіну в еритроцитах – 20%
3. Присутній у вигляді іонів бікарбонату в плазмі і транспортується у вигляді бікарбонату - 70%[15]

## Механізм

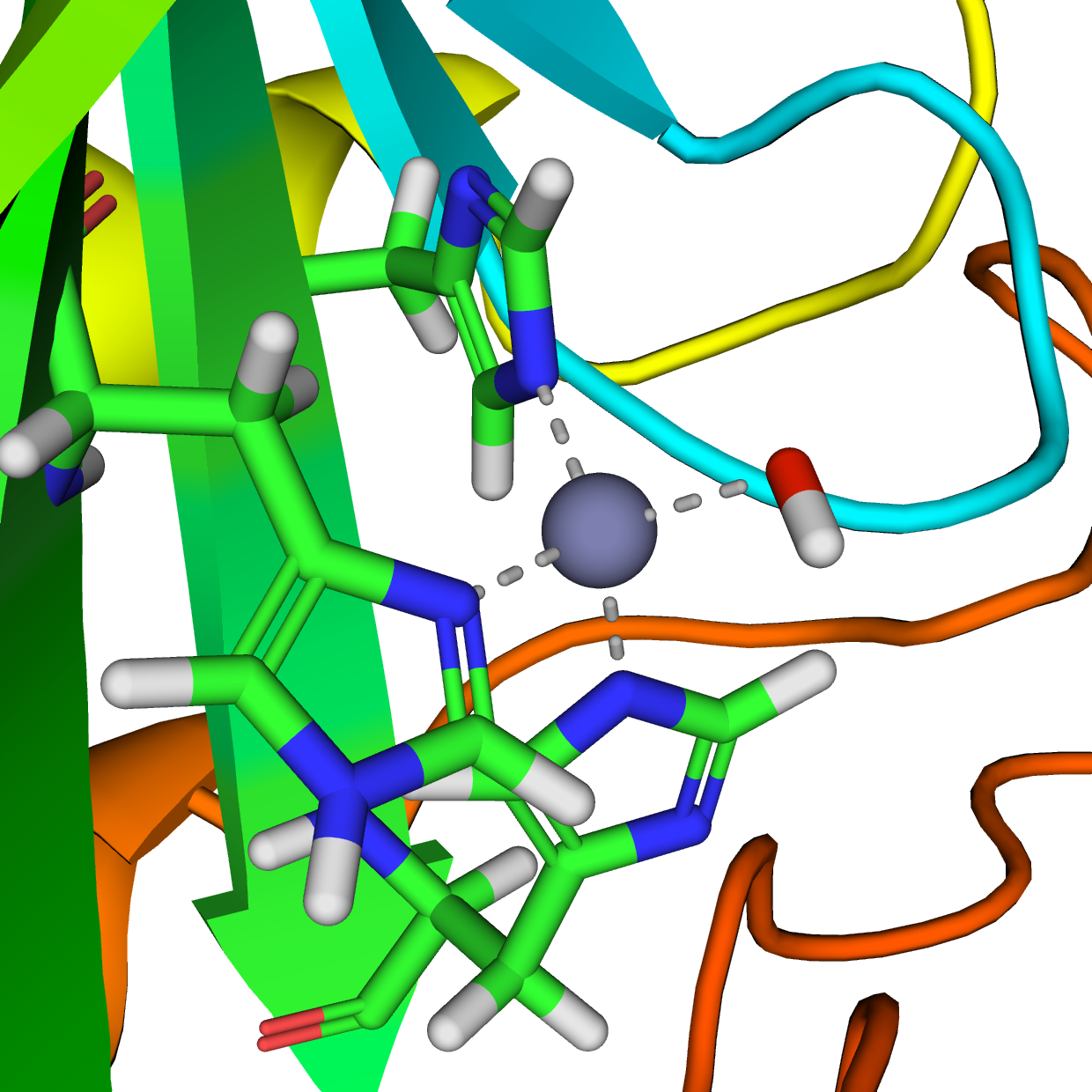
Збільшене зображення активного центру карбоангідрази II людини, що показує три залишки гістидину та гідроксидну групу, яка координує (пунктирні лінії) іон цинку в центрі. Від.

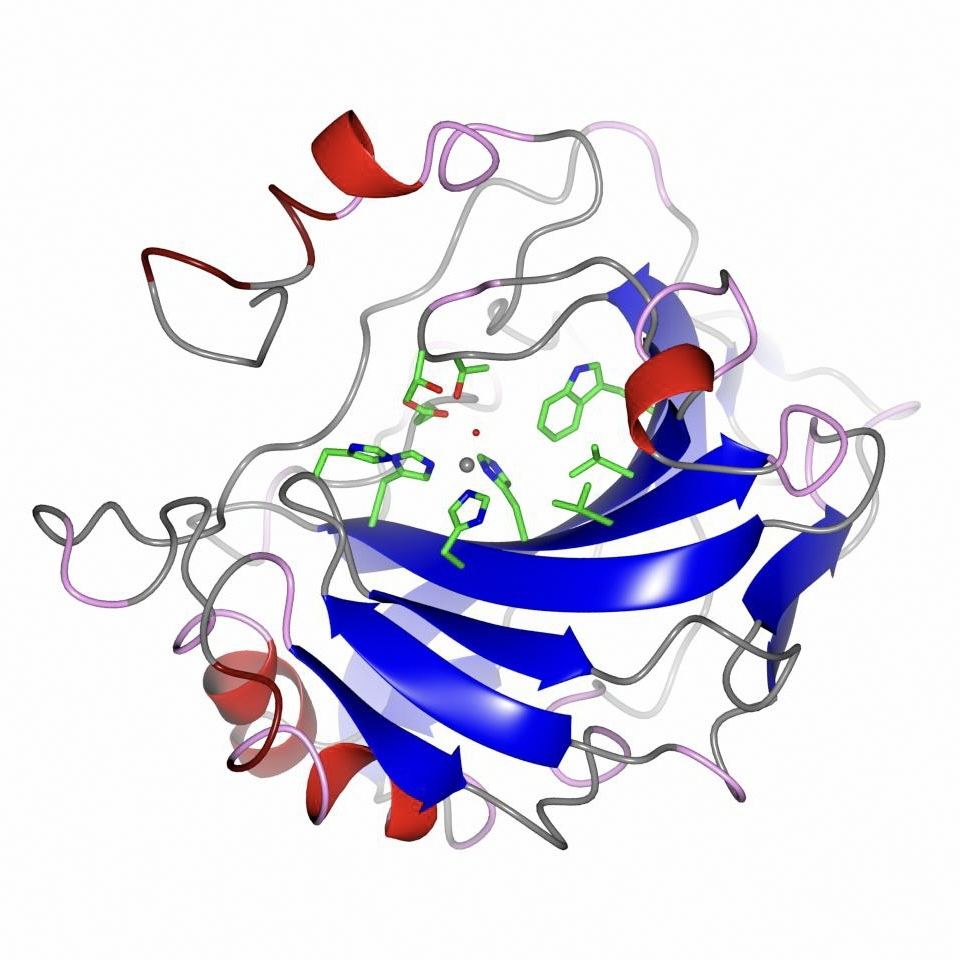
Фермент CAII (код PDB: 1CA2), що показує вторинні структури та гідрофобну кишеню (права сторона Zn^{2+}), утворену бета-листом (синій) і двома бічними ланцюгами валіну та одним триптофаном

Цинк простетична група у ферменті координується в трьох положеннях гістидином бічними ланцюгами. Четверту координаційну позицію займає вода. Четвертий гістидин близький до водного ліганду, сприяючи утворенню центру Zn-OH, який зв’язує CO2 з утворенням бікарбонату цинку. Конструкція є прикладом загальної кислоти – загальної основи каталіз (див. статтю «Кислотний каталіз»). Активний центр також має кишеню, придатну для вуглекислого газу, наближаючи його до групи гідроксиду. Проведені кінетичні дослідження визначають наступний механізм для ферменту: на етапі 1 і 2 нуклеофіл O− на гідроксид-іоні, координованому до Zn2+, здійснює нуклеофільну атаку на частково електрофільний вуглець на молекулі CO2. Тут Zn2+ діє як кислота Льюїса, яка знижує pKa координованого ліганду OH2 з ~7-8 до 6,8 як Td , що призводить до депротонування води до гідроксид-іона, а вільний протон нейтралізується навколишнім буфером. На кроці 3) відбувається перенесення протона (H+) від OH−1 до некоординованого O− у CO3−2, координований до атома Zn+2 в активному центрі. Потім вивільняється іон бікарбонату, і каталітичний центр регенерується шляхом зв’язування іншої молекули води в обмін на іон бікарбонату. На етапі 4) скоординований водний ліганд депротонується за допомогою Zn+2, щоб утворити інший гідроксид-іон для початку циклу знову.

## Родини

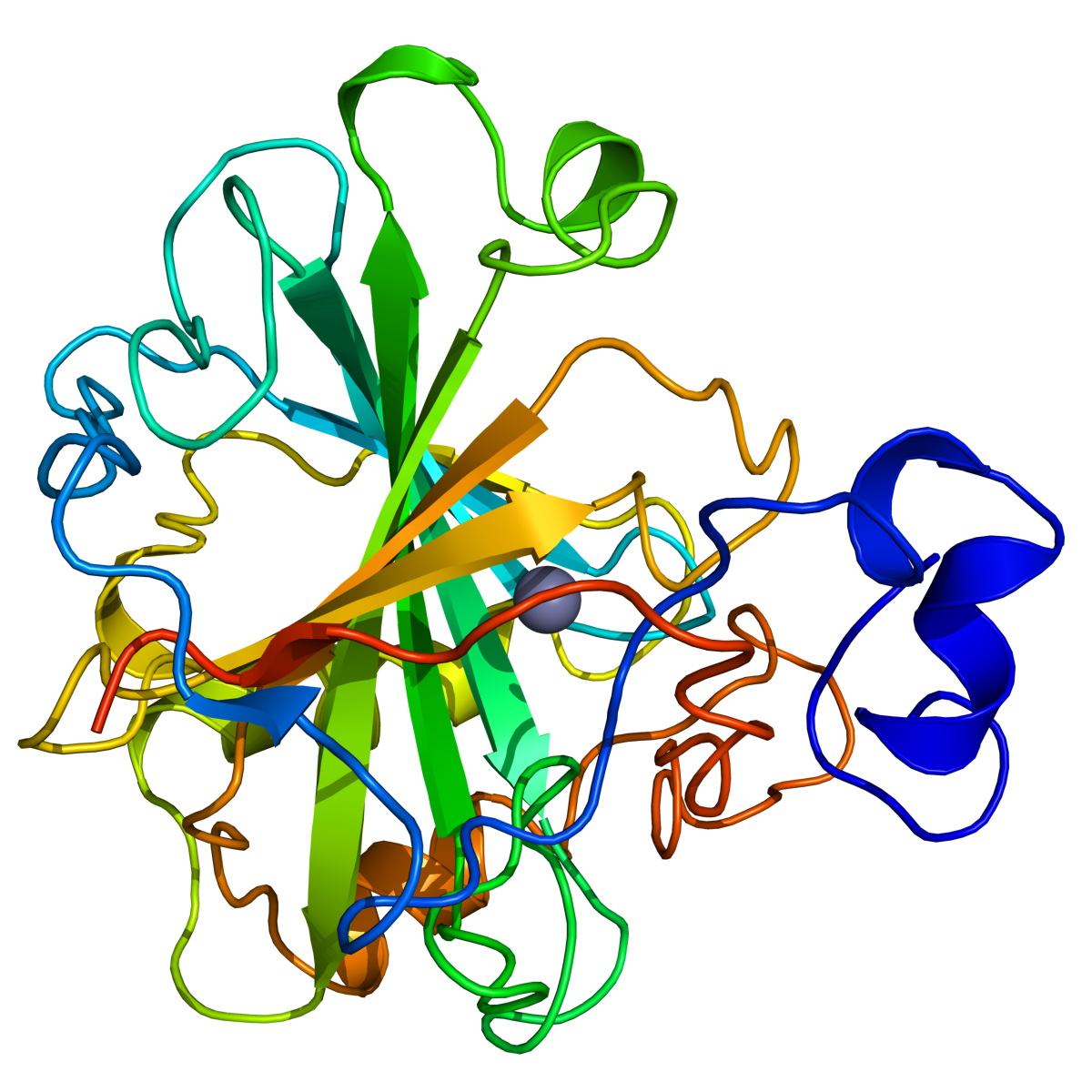
Стрічкова діаграма карбоангідрази II людини. Активний центр іон цинку видно в центрі. Від.

Визнано щонайменше п’ять різних сімейств CA: α, β, γ, δ і ζ. Ці родини не мають значної послідовності амінокислот подібності, і в більшості випадків вважаються прикладом конвергентної еволюції. α-КА зустрічаються в організмі людини.

### α-CA
Хребетні, водорості і деякі бактерії мають це сімейство КА.
Ферменти CA, знайдені в ссавці, поділяються на чотири великі підгрупи, [джерело?], які, у свою чергу, складаються з кількох ізоформ:
- цитозольний CA (CAI, CA-II, CA-III, CA-VII та CA XIII)
- мітохондрії CA (CA-VA та CA-VB)
- секретовані CA (CA-VI)
- мембранно-асоційовані CA (CA-IV, CA-IX, CA-XII, CA-XIV і CA-XV)

Існує три додаткові «акаталітичні» ізоформи карбоангідрази людини(CA-VIII, CA-X, and CA-XI) чиї функції залишаються незрозумілими.

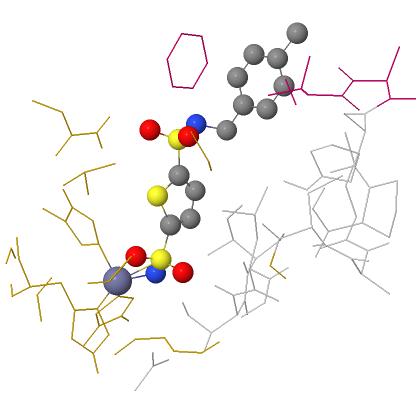
На цьому зображенні показано ліганди та кишеньковий тип карбоангідрази.

| Ізоформа | Ген  | Молекулярна маса (kDa) | Місцезнаходження              | Місцезнаходження                                      | Специфічна активність ферментів людини, (s−1) | Чутливість до сульфаніламіди, KI (nM) |
| Ізоформа | Ген  | Молекулярна маса (kDa) | Клітина                       | Тканина                                               | Специфічна активність ферментів людини, (s−1) | Чутливість до сульфаніламіди, KI (nM) |
| -------- | ---- | ---------------------- | ----------------------------- | ----------------------------------------------------- | --------------------------------------------- | ------------------------------------- |
| CA-I     | CA1  | 29                     | Цитозоль                      | еритроцитів і шлунково-кишкового тракту               | 2.0 × 105                                     | 250                                   |
| CA-II    | CA2  | 29                     | Цитозоль                      | майже повсюдно                                        | 1.4 × 106                                     | 12                                    |
| CA-III   | CA3  | 29                     | Цитозоль                      | 8% розчинного білка в м'язах I типу                   | 1.3 × 104                                     | 240000                                |
| CA-IV    | CA4  | 35                     | позаклітинний GPI-зчеплений   | ШКТ, нирки, ендотелій                                 | 1.1 × 106                                     | 74                                    |
| CA-VA    | CA5A | 34.7 (прогнозовано)    | Мітохондрія                   | печінка                                               | 2.9 × 105                                     | 63                                    |
| CA-VB    | CA5B | 36.4 (прогнозовано)    | Мітохондрія                   | широко поширений                                      | 9.5 × 105                                     | 54                                    |
| CA-VI    | CA6  | 39–42                  | Секреторна                    | слина і молоко                                        | 3.4 × 105                                     | 11                                    |
| CA-VII   | CA7  | 29                     | Цитозоль                      | широко поширений                                      | 9.5 × 105                                     | 2.5                                   |
| CA-IX    | CA9  | 54, 58                 | Клітинна мембрана-асоційована | нормальний шлунково-кишковий тракт, кілька видів раку | 3.8 × 105                                     | 16                                    |
| CA-XII   | CA12 | 44                     | позаклітинний активний центр  | нирки, деякі види раку                                | 4.2 × 105                                     | 5.7                                   |
| CA-XIII  | CA13 | 29                     | Цитозоль                      | широко поширений                                      | 1.5 × 105                                     | 16                                    |
| CA-XIV   | CA14 | 54                     | позаклітинний активний центр  | нирки, серце, скелетні м'язи, мозок                   | 3.1 × 105                                     | 41                                    |
| CA-XV    | CA15 | 34–36                  | позаклітинний GPI-зчеплений   | нирки, не виражені в тканинах людини                  | 4.7 × 105                                     | 72                                    |

1. ↑  За винятком миші CA XV.
2. ↑  Ацетазоламід у цій таблиці.

### β-CA
Більшість прокаріотичних і рослинних хлоропластних КА належать до β-сімейства.
Було ідентифіковано два шаблон підпису для цієї родини:
- C-[SA]-D-S-R-[LIVM]-x-[AP]
- [EQ]-[YF]-A-[LIVM]-x(2)-[LIVM]-x(4)-[LIVMF](3)-x-G-H-x(2)-C-G

### γ-CA
γ-клас CA походить від метаногенів, бактерій, що виробляють метан, які ростуть у гарячих джерелах.

### δ-CA
δ-клас CA був описаний у діатомові. Розрізнення цього класу ЦА з'явилося недавно , однак піддаються сумніву.

### ζ-CA
ζ-клас CA зустрічається виключно в бактеріях у кількох хемолітотрофах і морських ціанобактеріях, які містять cso-карбоксисоми. Останні тривимірні аналізи припускають, що ζ-CA має певну структурну подібність до β-CA, особливо поблизу місця іонів металу. Таким чином, дві форми можуть бути віддалено спорідненими, навіть якщо базова амінокислотна послідовність з тих пір значно розійшлася.

### η-CA
Нещодавно в організмах роду Plasmodium було знайдено сімейство η. Це група ферментів, які раніше вважалися належними до α-сімейства КА, однак було продемонстровано, що η-КА мають унікальні особливості, такі як структура координації іонів металів.

### ι-CA
Клас йота є останнім описаним класом CA. Він був виявлений у морських діатомових водоростях Thalassiosira pseudonana і широко поширений серед морського фітопланктону. У діатомових водоростях ι-CA необхідний для механізмів концентрації CO2 і, на відміну від інших класів CA, він може використовувати марганець замість цинку як кофактор металу. Гомологи ι-CA також були підтверджені в грамнегативних бактеріях, де можуть бути присутні як білковий гомодимер.

## Будова і функції
У природі існує кілька форм карбоангідрази. У найкраще вивченій формі α-карбоангідрази, присутній у тварин, іон цинку координується імідазоловими кільцями 3 залишків гістидину, His94, His96 і His119.
Основною функцією ферменту у тварин є взаємоперетворення вуглекислого газу та бікарбонату для підтримки кислотно-лужного балансу в крові та інших тканинах, а також для транспортування вуглекислого газу з тканин.
У ссавців існує щонайменше 14 різних ізоформ. Рослини містять іншу форму, звану β-карбоангідразою, яка, з еволюційної точки зору, є окремим ферментом, але бере участь у тій самій реакції та також використовує іон цинку у своєму активному центрі. У рослин карбоангідраза сприяє підвищенню концентрації СО2 в хлоропластах, щоб збільшити швидкість карбоксилування ферменту RuBisCO. Це реакція, яка інтегрує CO2 в органічні цукри вуглецю під час фотосинтезу, і може використовувати лише форму CO2 вуглецю, а не вугільну кислоту чи бікарбонат.[джерело?]

## Кадмій-вмісна карбоангідраза
Було виявлено, що морські діатомові водорості експресують нову форму ζ карбоангідрази. Було виявлено, що T. weissflogii, вид фітопланктону, поширений у багатьох морських екосистемах, містить карбоангідразу з іоном кадмію замість цинку. Раніше вважалося, що кадмій є токсичним металом, який не виконує жодних біологічних функцій. Однак цей вид фітопланктону, схоже, пристосувався до низького рівня цинку в океані, використовуючи кадмій, коли цинку не вистачає. Хоча концентрація кадмію в морській воді також низька (приблизно 1x10-16 моль), існує екологічна перевага можливості використання будь-якого металу залежно від того, який є більш доступним на даний момент. Таким чином, цей тип карбоангідрази є камбіалістичним, тобто він може замінювати метал у його активному центрі іншими металами (а саме цинком і кадмієм).

### Подібність до інших карбоангідраз
Механізм карбоангідрази кадмію (CDCA) по суті такий самий, як і інших карбоангідраз, у перетворенні вуглекислого газу та води в бікарбонат і протон. Крім того, як і інші карбоангідрази, CDCA змушує реакцію протікати майже так само швидко, як швидкість дифузії її субстратів, і вона може інгібуватися похідними сульфонамідів і сульфаматів.

### Відмінності від інших карбоангідраз
На відміну від більшості інших карбоангідраз, іон металу активного центру не зв’язаний трьома залишками гістидину та гідроксид-іоном. Натомість він зв’язаний двома залишками цистеїну, одним залишком гістидину та гідроксид-іоном, що характерно для β-CA. Через те, що кадмій є слабкою кислотою, він буде більш міцно зв'язаний м'якими основними лігандами. Атоми сірки на залишках цистеїну є м’якими основами, тому зв’язують кадмій сильніше, ніж азот на залишках гістидину. CDCA також має структуру тривимірного згортання, яка не схожа на будь-яку іншу карбоангідразу, а її амінокислотна послідовність не схожа на інші карбоангідрази. Це мономер з трьома доменами, кожен з яких ідентичний за послідовністю амінокислот і кожен з яких містить активний центр з іоном металу.
Ще одна ключова відмінність між CDCA та іншими карбоангідразами полягає в тому, що CDCA має механізм заміни іонів кадмію на іони цинку у випадку, якщо цинк стає більш доступним для фітопланктону, ніж кадмій. Активний центр CDCA по суті «замкнений» ланцюжком із дев’яти амінокислот із залишками гліцину в положеннях 1 і 9. Зазвичай ці ворота залишаються закритими, а іон кадмію затримується всередині. Однак завдяки гнучкості та положенню залишків гліцину ці ворота можна відкрити, щоб видалити іон кадмію. Тоді на його місце можна поставити іон цинку, і ворота за ним закриються. Будучи граничною кислотою, цинк не зв’яжеться з цистеїновими лігандами так міцно, як кадмій, але фермент все одно буде активним і досить ефективним. Метал в активному центрі може перемикатися між цинком і кадмієм залежно від того, якого з них у даний момент більше. Саме здатність CDCA використовувати кадмій або цинк, ймовірно, дає T. weissflogii перевагу у виживанні.

### Транспортування кадмію
Кадмій все ще вважається смертельним для фітопланктону у великих кількостях. Дослідження показали, що T. weissflogii має початкову токсичну реакцію на кадмій під час впливу на нього. Токсичність металу знижується завдяки транскрипції та трансляції фітохелатину, білків, здатних зв’язувати та транспортувати кадмій. Після зв’язування фітохелатином кадмій більше не є токсичним і його можна безпечно транспортувати до ферменту CDCA. Також було показано, що поглинання кадмію через фітохелатин призводить до значного збільшення експресії CDCA.

### CDCA-подібні білки
Інший фітопланктон з різних водних джерел перевірено на наявність CDCA. Було виявлено, що багато з них містять білки, гомологічні CDCA, знайденим у T. weissflogii. Це включає види з Грейт-Бей, Нью-Джерсі, а також у Тихому океані поблизу екватора. У всіх досліджених видів CDCA-подібні білки показали високий рівень експресії навіть у високих концентраціях цинку та за відсутності кадмію. Подібність між цими білками та CDCA, що експресується T. weissflogii, різна, але вони завжди були подібними щонайменше на 67%.

## Уловлювання та секвестрація вуглецю
Карбоангідраза в принципі може виявитися актуальною для захоплення вуглецю. Деякі карбоангідрази можуть витримувати температуру до 107 °C і екстремальну лужність (pH > 10). Пілотний запуск із більш стабільним CA на потоці димових газів, який складався з 12–13% мол. CO₂, мав швидкість захоплення 63,6% протягом 60-годинного періоду без помітного впливу на ефективність ферменту. CA поміщали в розчин N-метилдіетаноламіну (MDEA), де він служив для збільшення різниці концентрацій (рушійної сили) CO2 між димовим потоком електростанції та рідкою фазою в рідинно-газовому контакторі.

## Дивись також
- Інгібітор карбоангідрази